# Gia Nghĩa
Gia Nghĩa est une ville de la province de Đắk Nông dans les hauts Plateaux du Centre au Viêt Nam. 

## Géographie
La superficie de Gia Nghĩa est de 284,11 km2. 
La ville est située sur le plateau de Mo Nong et a une altitude moyenne de 600 m.
Elle est  à 225 km de Hô-Chi-Minh-Ville, 667 km de Da Nang et 1400 km de Hanoi.